# Tradición
Asociación Tradición é uma escola de samba de Paso de los Libres, Argentina.

## História
A Escola foi fundada no ano de 1997, mas seu primeiro desfile foi no ano de 2003
No Ano de 2002, em Paso de los Libres não houve desfile oficial devido às consequências da crise do Ano 2001 na Argentina, mas as escolas decidiram fazer um desfile na Rua Colon e lá a Tradición se apresentou ante o povo.
Em 2003, Tradición fez sua estreia no desfile oficial do Carnaval de Paso de los Libres, tendo como Enredo uma exaltação à Provincia de Corrientes, contando seus mitos e lendas, fauna e flora, lugares e costumes.
No ano de 2004, a escola homenageou a o futbolista Diego Armando Maradona, contando sua historia na "Villa Fiorito", os clubes por onde ele passou, e sua paixão pelo futebol.
Em 2005, Tradición falou sobre a cerveja, o néctar dos deuses, fazendo vultos como Colombo, Noé, entre outros; contando a historia da cerveja começando na tingela do Sumerio até a atualidade.
Em 2006, o enredo foi sobre o Samba, contou a historia de como o Samba chegou a Argentina e se espalhou pelo mundo, tendo começado nas raízes africanas, passando pelo Rio da rua ao salão, exaltando escolas de samba como Estácio de Sá e Mangueira e também grandes vultos do samba como ser Donga, Pixinguinha, Noel, Cartola, entre outros.
Em 2007, a escola teve um enredo dedicado aos menores, fazendo lembrar aos mais grandes os jogos da infância, os contos infantis, e a inocência que toda criança tem. Neste Ano A escola conquistou seu primero e até então, único Campeonato.
No 2008, a escola exaltou as mulheres da Argentina e do mundo, como ser: A Virgem Maria, Juana de Arco, Eva Perón, Às Mães de Praça de Maio, entre outras.
Em 2009, a escola mostrou como Colombo descobriu América, também exaltando a Latinidade.
Em 2010, o enredo foi "Crer o Reventar", mostrou as crenças a Humanidade, como ser: a existência de Deus, ovnis que construíram as pirâmides egípcias, o Eldorado, Astrologia, Bruxas, Fadas, Cavalos Alados, Atlântida.
Em 2011, foi a vez de um enredo afro, mostrando as costumes africanas, a religiosidade do continete, entre outros temas. Terminou em terceiro lugar no grupo A (primeira divisão), com 1214,05, atrás de Zum Zum (1524,95) e Carumbé (1543,73).
Em 2012, a escola comemorou suas bodas de "lata" (zinco) contando como esse material foi-se introduzindo na vida quotidiana das pessoas, até chegar na utilidade pro carnaval. Devido a problemas financeiros a escola não fez uma boa participação e acabou em terceiro lugar no Grupo A.
No 2015 a agremiação vai apresnetar um enredo sobre todo tipo de fofocas, desde as que se escutam nos salões de beleza até as das vizinhas que sabem tudo o que acontece no bairro.

## Enredos
| Ano  | Colocação   | Enredo | Intérprete                            | Ref    |
| ---- | ----------- | --- | ------------------------------------- | ------ |
| 2003 | 3.º Lugar   | Corrientes de Mitos y Leyendas (Corrientes de Mitos e Lendas) (Compositor: Carlos "Muñeca" Da Costa.) | Carlos "Muñeca" Da Costa.             |        |
| 2004 | 3.º Lugar   | Diegol (Homenagem a Diego Maradona) (Compositor: Carlos "Muñeca" Da Costa.) | Carlos "Muñeca" Da Costa.             |        |
| 2005 | Vice-campeã | Cerveza: Néctar Divino de la Humanidad (Cerveja: Néctar Divino da Humanidade) (Compositor: Carlos "Muñeca" Da Costa.)                                                                                        | Carlos "Muñeca" Da Costa.             |        |
| 2006 | Vice-Campeã | Al que no le Gusta el Samba Buen Sujeto no Es, Esta Mal de la Cabeza o Enfermo del Pie (Quem não Gosta de Samba Bom Sujeito não é, é Ruim da Cabeça ou Doente do Pé) (Compositor: Carlos "Muñeca" Da Costa.) | Carlos "Muñeca" Da Costa.             |        |
| 2007 | Campeã      | Por un Mundo Mejor! El Mundo de los Niños. (Por Um Mundo Melhor! O Mundo das Crianças) (Compositor: Carlos "Muñeca" Da Costa.)                                                                               | Carlos "Muñeca" Da Costa.             |        |
| 2008 | 3.º Lugar   | Mujer: Esencia Divina del Creador (Mulher: Essência Divina do Criador) (Compositor: Carlos "Muñeca" Da Costa.)                                                                                               | Pablo Vera                            |        |
| 2009 | 3.º Lugar   | Por Culpa de la Pimienta (Por Culpa da Pimenta) (Compositor: Carlos "Muñeca" Da Costa.) | Pablo Vera                            |        |
| 2010 | Vice-Campeã | Creer o Reventar (Crer ou Explodir) (Compositor: Carlos "Muñeca" Da Costa.) | Carlos "Muñeca" Da Costa e Pablo Vera |        |
| 2011 | 3.º Lugar   | Africania, Arte y Cultura de una Raza (Africania, Arte e Cultura de uma Raça) (Compositor: Carlos "Muñeca" Da Costa.)                                                                                        | Pablo Vera & Quique Silva             | [ 3 ]  |
| 2012 | 3.º Lugar   | 10 Años de Samba: A La Lata... Al Latero. El Humilde Llega Primero (10 Anos de Samba) (Compositor: Carlos "Muñeca" Da Costa.)                                                                                | Luizinho Leguizamon                   | [ 4 ]  |
| 2013 | 3.º Lugar   | En Mis Mares Te Atraparé y Mi Tesoro Encontraré (Em Meus Mares Te Pegarei e Meu Tesouro Encontrarei) (Compositor: Carlos "Muñeca" Da Costa.)                                                                 | Carlos "Muñeca" Da Costa.             | [ 5 ]  |
| 2014 | 3.º Lugar   | Soy Guerrero, Soy Tradición (Sou Guerreiro, Sou Tradição) (Compositor: Carlos "Muñeca" Da Costa.) | Carlos "Muñeca" Da Costa.             | [ 7 ]  |
| 2015 | 3.º Lugar   | Algo me Enteré, No sé si es Verdad pero Chisme Habrá (Algo Fiquei Sabendo, Não sei se é Verdade mas Fofoca Haverá) (Compositor: Carlos "Muñeca" Da Costa & Serginho Fernandez.)                              | Carlos "Muñeca" Da Costa.             | [ 9 ]  |
| 2016 | -           | No Hubo Carnaval (Não houve carnaval) | -                                     |        |
| 2017 | 3.º Lugar   | Sos Vos Tradición, La Pasión de Mi Vida Entera (Você é tradição, a paixão da minha vida inteira) (Compositor: Carlos "Muñeca" Da Costa.)                                                                     | Carlos "Muñeca" Da Costa.             | [ 10 ] |
| 2018 | 3.º Lugar   | Um Día em el Mundo de "AquíTambién"... De Paso Por el Libre Reino del León (Um Dia no Mundo de "AquíTambém"... De Passada pelo Livre Reino do Leão) (Compositor: Carlos "Muñeca" Da Costa.)                  | Jonás Olguín                          | [ 12 ] |